# Ferrovia Villa Santina-Comeglians
La ferrovia Villa Santina-Comeglians, o ferrovia del Degano, era una linea ferroviaria a scartamento ridotto (750 mm) lunga 13,893 km che collegava i centri della Val Degano con il capolinea della ferrovia a scartamento ordinario della Carnia.

## Storia

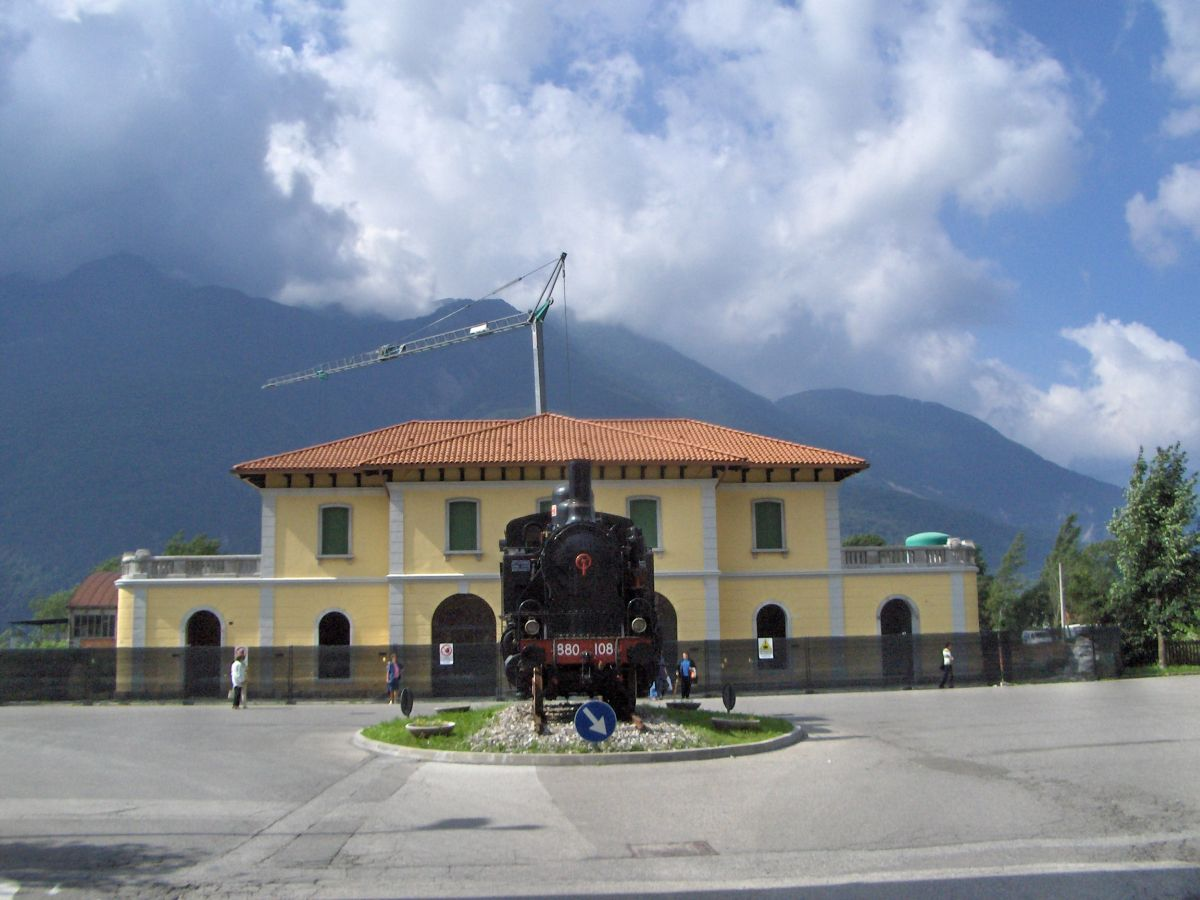
L'ex stazione di Villa Santina

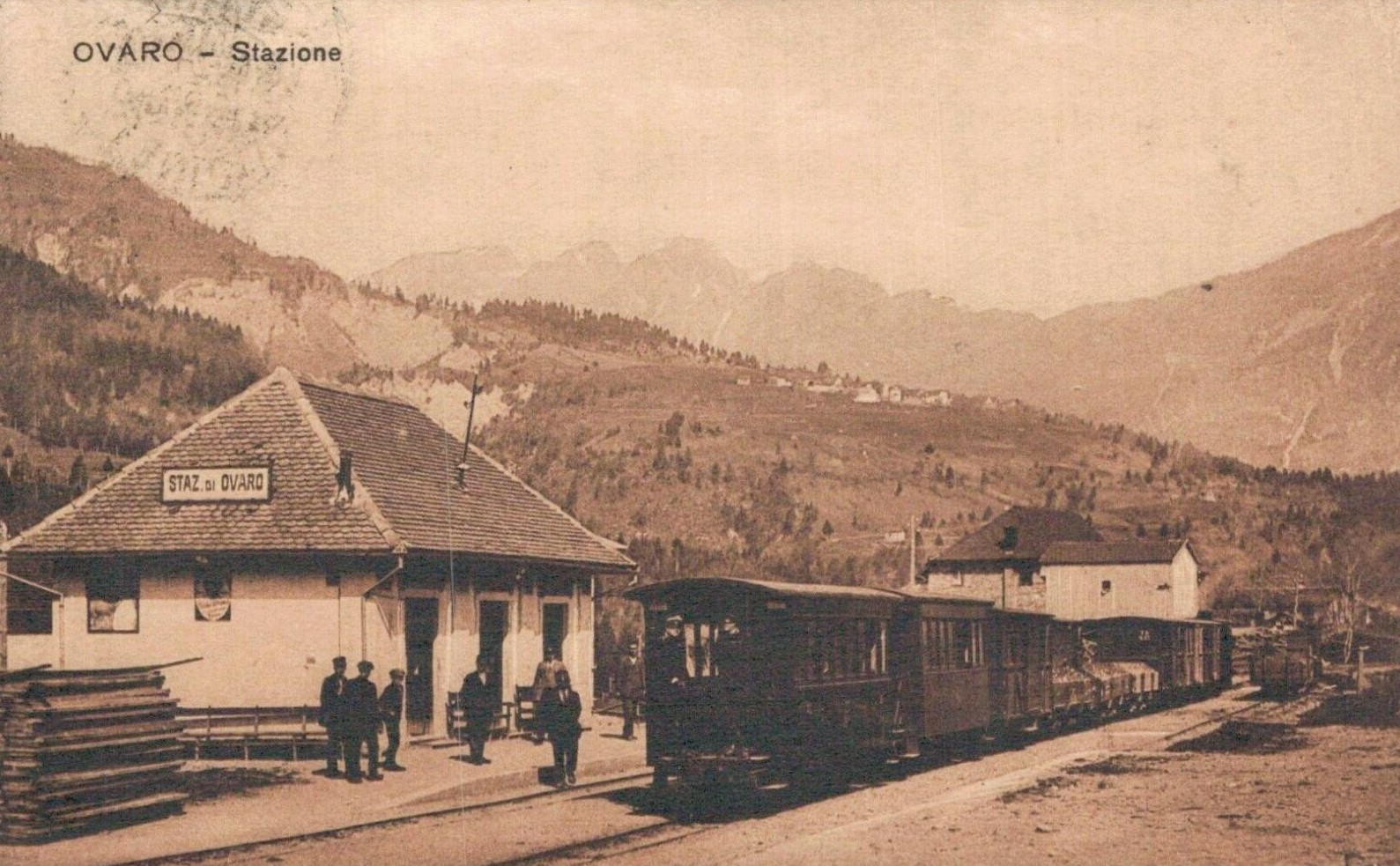
La stazione di Ovaro

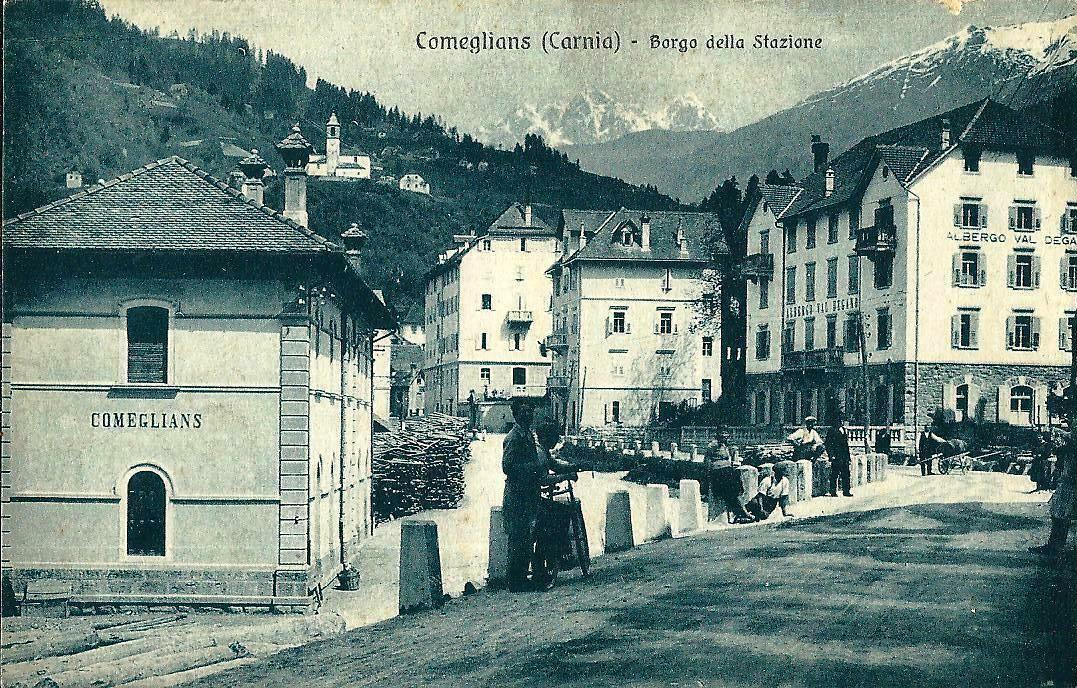
Borgo della stazione di Comeglians

Fu aperta all'esercizio nel 1915 a cura della Società Veneta.
La linea esercita da quest'ultima fu intensamente utilizzata dall'esercito italiano per rifornire il fronte durante la prima guerra mondiale, ma gli eventi bellici la colpirono duramente e causarono la sospensione del servizio.
Venne riattivata il 1º febbraio 1920 in concessione al Consorzio Ferrovia Val Degano costituito per volontà dei comuni interessati all'esercizio della linea. All'atto della riapertura erano presenti cinque locomotive, tre vetture e cinquantuno carri per trasporto di merci.
Fu soppressa il 31 dicembre 1931 a causa dei problemi finanziari del Consorzio che l'aveva gestita. La concessione venne risoluta nel 1941.

## Percorso
|  | Unknown route-map component "exCONTg" |

| Unknown route-map component "exKBHFa-L" | Unknown route-map component "exKBHFe-R" |

| Unknown route-map component "exHST" |

| Unknown route-map component "exHST" |

| Unknown route-map component "exHST" |

| Unknown route-map component "exHST" |

| Unknown route-map component "exTUNNEL2" |

| Unknown route-map component "exHST" |

| Unknown route-map component "exBHF" |

| Unknown route-map component "exHST" |

| Unknown route-map component "exKBHFe" |